# Паздзёр, Казимеж
Казимеж Сильвестр Паздзёр (пол. Kazimierz Sylwester Paździor; 4 марта 1935, Радом, Польша — 24 июня 2010, Вроцлав, Польша) — польский боксёр, чемпион Олимпийских игр в Риме (1960).

## Биография
Начал спортивную карьеру в 1951 г. в спортивном клубе молодёжи «Брони» (Радом), за который выступал до 1955 г. В дальнейшем представлял спортклубы ОВКС (Люблин) и «Легия» (Варшава). В 1956 г. выиграл открытый Кубок Варшавы.
В 1957 г. становится серебряным призёром на чемпионате Польши, на континентальном первенстве того же года в Праге выигрывает золото, победив в финале финна Олли Мяки. В 1958 г. впервые становится чемпионом Польши в полулёгком весе. Повторил этот успех 1960 г.
В 1960 г. на Летних играх в Риме, выиграв в финальном поединке у итальянца Сандро Лопополо 4:1, он становится олимпийским чемпионом.
Всего за свою карьеру он провёл 194 боя, выиграл 179.
В 1969 году стал магистром экономики окончив заочные курсы в Главной школе планирования и статистики в Варшаве (ныне Варшавская школа экономики).
После ухода из большого спорта поступил в институт спорта в Варшаве, который окончил в 1972 г. Долгое время работал тренером.